# Tetraodon mbu
Tetraodon mbu es una especie de peces de la familia Tetraodontidae en el orden de los Tetraodontiformes.

## Morfología
Los machos pueden llegar alcanzar los 67 cm de longitud total.

## Hábitat
Es un pez, de  clima tropical (24 °C-26 °C) y demersal.

## Distribución geográfica
Se encuentran en África:  cuenca del río Congo y lago Tanganika.

## Observaciones
No se puede comer ya que es  venenoso para los humanos.